# Камбаров, Рафаил Алиевич
Рафаи́л (Ра́фик) Али́евич Камба́ров (азерб. Rafael (Rafiq) Əli oğlu Qəmbərov; род. 31 декабря 1947, Грозный, Грозненская область, РСФСР, ныне Чечня) — азербайджанский кинооператор и сценарист. Заслуженный деятель искусств Азербайджанской ССР (1987).

## Биография
В 1966—1971 годах учился во ВГИКе. В 1968—1970 годах — на Куйбышевской студии кинохроники, а с 1970 года — на киностудии «Азербайджанфильм». Начинал как документалист, в 1972 году дебютировал в игровом кино. В 1998—2007 годах — председатель Союза фотографов Азербайджана.

## Избранная фильмография

### Оператор
- 1972 — Старая черешня / Gilas ağacı (ТВ)
- 1973 — Парни нашей улицы / Bizim küçənin oğlanları (ТВ)
- 1974 — Тысяча первая гастроль / 1001-ci qastrol
- 1977 — Иду на вулкан / Vulkana doğru (мини-сериал)
- 1978 — Юбилей Данте / Dantenin yubileyi
- 1979 — Допрос / İstintaq
- 1979 — Чудак / Qəribə adam
- 1981 — Перед закрытой дверью / Bağlı qapı
- 1983 — Парк / Park
- 1984 — Легенда Серебряного озера / Gümüşgöl əfsanəsi
- 1986 — Загородная прогулка / Burulğan
- 1989 — Храм воздуха / Ölsəm... bağışla
- 1995 — Стамбульская история / Həm ziyarət, həm ticarət...

## Награды
- 1981 — Государственная премия СССР («Допрос»)
- 1987 — Заслуженный деятель искусств Азербайджанской ССР
- 2021 — Национальная кинопремия Союза кинематографистов Азербайджанской Республики